# Hans Lukaschek
Hans Lukaschek, né le 22 mai 1885 à Breslau et décédé le 26 janvier 1960 à Fribourg-en-Brisgau, était un homme politique allemand membre du Parti du centre allemand puis de l'Union chrétienne-démocrate d'Allemagne (CDU).
Après avoir été président de la province prussienne de Haute-Silésie entre 1929 et 1933, il émigre à Berlin en 1945 et prend part à la fondation de la CDU. En 1949, il est nommé ministre fédéral des Affaires des expulsés dans le premier gouvernement fédéral ouest-allemand, mais abandonne ce poste quatre ans plus tard, ayant perdu la confiance des réfugiés et du chancelier Adenauer. Il se retire alors de la vie politique.

## Formation et carrière
Il passe son Abitur en 1906, puis suit des études supérieures de droit et de sciences économiques à l'université de Breslau, où il obtient son premier diplôme juridique d'État en 1909. Il décroche l'année suivante son doctorat de droit, puis son second diplôme juridique en 1914. Il devient alors conseiller juridique auprès d'un magistrat de Breslau.
Il commence une carrière d'avocat à Breslau en 1933, mais est emprisonné en 1944 à la suite du complot du 20 juillet pour assassiner Hitler. Libéré en 1945, il reprend ses activités professionnelles, en y adjoignant celles de notaire, mais à Berlin. Il intègre le tribunal local de première instance de Königstein comme juge en 1947, puis est choisi un an plus tard comme vice-président de la cour suprême de la Bizone.
En 1949, il dirige brièvement le département des situations d'urgence de Bad Homburg vor der Höhe.

## Vie politique

### Activité militante
Il a appartenu au Parti du centre allemand (Zentrum) jusqu'en 1933, dont il fut membre du comité directeur de la province prussienne de Haute-Silésie. En 1945, il participe à la fondation de la CDU en Thuringe.

### Sous la République de Weimar
Après avoir été adjoint au maire de Rybnik entre 1916 et 1919, il prend la tête, jusqu'en 1921, de la commission pour la Haute-Silésie, qui demande le maintien de la totalité du territoire provincial sur le territoire allemand. Malgré un plébiscite soutenant cette position avec 60 % de votes favorables, une partie du territoire est cédée à la Pologne, et il intègre en 1922 la commission mixte de Haute-Silésie, qui siège à Kattowitz, dont le but est de réduire les tensions inter-étatiques et d'assurer la protection des minorités.
Il est investi maire de la nouvelle ville de Hindenburg O.S. en 1927, mais y renonce deux ans plus tard pour devenir président de la province de Haute-Silésie, un poste qu'il est contraint d'abandonner en mai 1933, après l'arrivée au pouvoir des nazis.

### Nazisme et occupation soviétique
À partir de 1938, il entretient des contacts avec Helmuth James Graf von Moltke, résistant à Hitler, puis finit par intégrer le cercle de Kreisau. À la suite de l'attentat manqué du 20 juillet 1944 contre Adolf Hitler, il est emprisonné puis torturé, avant d'être acquitté en avril 1945 par un tribunal du peuple. Il est nommé troisième vice-président du Land de Thuringe, responsable de l'agriculture, en 1946, mais quitte la zone d'occupation soviétique en Allemagne un an plus tard, pour des raisons politiques, et se réfugie en Hesse.

### En Allemagne de l'Ouest
Le 20 septembre 1949, à la suite des premières élections fédérales, Hans Lukaschek est nommé ministre fédéral des Affaires des expulsés par Konrad Adenauer. À ce poste, il fait adopter la loi sur l'équilibre des charges et la loi fédérale sur les réfugiés. Il perd toutefois la confiance de cette communauté et du chancelier, et la volonté du Bloc des réfugiés (BHE) d'entrer au gouvernement fédéral conduisent à son éviction à la fin de son mandat, le 20 octobre 1953.